# Молі-строкатки
Молі-строкатки (Gracillariidae) — родина метеликів надродини Gracillarioidea.

## Опис
Дрібні, рідко середньої величини метелики з розмахом крил 4,5-21 мм. Голова овальна або округла, гладка або з чубком волосоподібних лусочок. Очі відносно великі, округлі. Вічка відсутні. Вусики ниткоподібні. Губні полапки 1-3-членикові, що розходяться в сторони, загнуті догори або висячі. Щелепні полапки завжди коротші губних. Спинка і тегули покриті прилеглими лусочками різної форми, зазвичай мають забарвлення, загальне із забарвленням крил. Крила вузькі, ланцетоподібні з добре розвиненим світлим, іноді блискучим візерунком, з чітко виражених білих смуг, плям або штрихів на темному фоні. При модифікації малюнка його світлі елементи редукуються і передні крила стають однотонними. Задник крила ланцетоподібний, однотонний, сірий або кремовий. Бахрома сильно розвинена, часто світла або блискуча. Жилкування крил різноманітне. Дискоїдний осередок переднього крила замкнутий, становить 2/3-3/4 довжини крила. До костального краю переднього крила підходять жилка Sc і 3-5 R, до зовнішнього і дорсального краю — 1-2 Cu. Жилки А злиті. Жилкування заднього крила сильно зредуковане, дискальний осередок вузький, відкритий.

## Гусениці
Гусениці — факультативні або облігатні мінери рослин, що мінують листя, рідше молоді пагони і кору дерев, кущів і трав'янистих рослин. Факультативні мінери в ранньому віці проробляють ходи в зелених тканинах рослин, в старшому переходять до скелетування під загнути краєм листа, утворюючи ковпачки, кишеньки або трубочки. Переважна більшість видів є постійними мінерами упродовж усіх гусеничних віків. Міни змієплямовидні, змієподібно-складчасті, складчасті, розташовані з нижнього боку листя. Основна маса видів — вузькі олігофаги або монофаги, рідко поліфаги, трофічно пов'язані з дводольними і частково з голонасінними рослинами. Молі-строкатки, що мешкають в Палеарктиці розвиваються на букових, розоцвітих, бобових, вербових, кленових, березових та ін. Часто ушкоджують плодові, декоративні і технічні культури, розмножуючись іноді в неймовірних кількостях.

## Ареал
Поширені по всьому світі, за винятком посушливих, арктичних областей і Антарктиди.

## Палеонтологія
Родина є давньою, відома за знахідками міни віком 97 млн років у Канзасі і Небрасці (Labandeira співавт. 1994). Є й інші копалини мін відомі з порід еоцену і міоцену віку (де Прінс і де Прінс, 2005). Є також дві знахідки дорослих молей відомих з литовського або балтійського бурштину з еоцену: Gracillariites lithuanicus Козлов, 1987 і G. mixtus Козлов, 1987 (де Прінс і де Прінс, 2005).

## Класифікація
Описано 98 родів, 1900 видів в 4 підродинами:
- Phyllocnistinae Herrich-Schäffer, 1857
  - Corythoxestis Meyrick, 1921
  - =Cryphiomystis Meyrick, 1922
  - Eumetrichroa Kumata, 1998
  - Guttigera Diakonoff, 1955
  - Metriochroa Busck, 1900
  - =Oecophyllembius Silvestri, 1908
  - Phyllocnistis Zeller, 1848
  - Prophyllocnistis Davis, 1994
- Gracillariinae Stainton, 1854
  - Gracillaria Haworth, 1928
  - =Gracilaria Zeller, 1839
  - =Gracilaria Walsingham, 1907
  - =Xanthospilapteryx Spuler, 1910
  - Acrocercops Wallengren, 1881
  - Africephala Vári, 1986
  - Amblyptila Vári, 1961
  - Apistoneura Vári, 1961
  - Apophthisis Braun, 1915
  - Aristaea Meyrick, 1907
  - Artifodina Kumata, 1985
  - Aspilapteryx Spuler, 1910
  - =Sabulopteryx Triberti, 1985
  - Borboryctis Kumata & Kurokoo, 1988
  - Callicercops Vári, 1961
  - Callisto Stephens, 1834
  - =Annickia Gibeaux, 1990
  - Caloptilia Hübner, 1825
  - =PoeciloptiliaHübner, 1825
  - =Ornix Collar, 1832
  - =Ornix Treitschke, 1833
  - =Coriscium Zeler, 1839
  - =Calliptilia Agassiz, 1847
  - =Timodora meyrick, 1886
  - =Antiolopha Meyrick, 1894
  - =Sphyrophora Vári, 1961
  - =Phylloptilia Kumata, 1982
  - =Rhadinoptilia Kumata, 1982
  - =Minyoptilia Kumata, 1982
  - =Cecidoptilia Kumata, 1982
  - Calybites Hübner, 1822
  - Chilocampyla Busck, 1900
  - Chrysocercops Kumata & Kuroko, 1988
  - Conopobathra Vári, 1961
  - Conopomorpha Meyrick, 1885
  - Conopomorphina Vári, 1961
  - Corethrovalva Vári, 1961
  - Cryptolectica Vári, 1961
  - Cryptologa Fletcher, 1921
  - Cupedia Klimesch & Kumata, 1973
  - Cuphodes Meyrick, 1897
  - Cyphosticha Meyrick, 1907
  - Dekeidoryxis Kumata, 1989
  - Dendrorycter Kumata, 1978
  - Deoptilia Kumata & Kuroko, 1988
  - Dextellia Triberti, 1986
  - Dialectica Walsingham, 1897
  - Diphtheroptila Vári, 1961
  - Dysectopa Vári, 1961
  - Ectropina Vári, 1961
  - Epicephala Meyrick, 1980
  - =Iraina Diakonoff, 1955
  - =Leiocephala Kuznetzov & Baryschnikova, 2001
  - Epicnistis Meyrick, 1906
  - Eteoryctis Kumata & Kuroko, 1988
  - Eucalybites Kumata, 1982
  - Eucosmophora Walsingham, 1897
  - Euprophantis Meyrick, 1921
  - Eurytyla Meyrick, 1893
  - Euspilapteryx Stephens, 1835
  - Gibbovalva Kumata & Kuroko, 1988
  - Graphiocephala Vári, 1961
  - Hypectopa Diakonoff, 1955
  - Ketapangia Kumata, 1995
  - Lamprolectica Vári, 1961
  - Leucanthiza Clemens, 1859
  - Leucocercops Vári, 1961
  - Leucospilapteryx Spuler, 1910
  - Leurocephala D.R. Davis & McKay, 2011
  - Liocrobyla Meyrick, 1916
  - Macarostola Meyrick, 1907
  - Marmara Clemens, 1863
  - Melanocercops Kumata & Kuroko, 1988
  - Metacercops Vári, 1961
  - Micrurapteryx Spuler, 1910
  - Monocercops Kumata, 1989
  - Neurobathra Ely, 1918
  - Neurolipa Ely, 1918
  - Neurostrota Ely, 1918
  - Oligoneurina Vári, 1961
  - Ornixola Kuznetzov, 1979
  - Pareclectis Meyrick, 1937
  - Parectopa Clemens, 1860
  - Parornix Spuler, 1910
  - =Alfaornix Kuznetzov, 1979
  - =Betaornix Kuznetzov, 1979
  - =Deltaornix Kuznetzov, 1979
  - =Gammaornix Kuznetzov, 1979
  - Penica Walsingham, 1914
  - Philodoria Walsingham, 1907
  - =Euphilodoria Zimmermann, 1978
  - Phodoryctis Kumata & Kuroko, 1988
  - Phrixosceles Meyrick, 1908
  - Pleiomorpha Vári, 1961
  - Pogonocephala Vári, 1961
  - Polydema Vári, 1961
  - Polymitia Triberti, 1986
  - Polysoma Vári, 1961
  - Psydrocercops Kumata & Kuroko, 1988
  - Sauterina Kuznetzov, 1979
  - Schedocercops Vári, 1961
  - Semnocera Vári, 1961
  - Spanioptila Walsingham, 1897
  - Spinivalva Moreira & Vargas, 2013
  - Spulerina Vári, 1961
  - Stomphastis Meyrick, 1912
  - Synnympha Meyrick, 1915
  - Systoloneura Vári, 1961
  - Telamoptilia Kumata & Kuroko, 1988
- Lithocolletinae Stainton, 1854
  - Cameraria Chapman, 1902
  - Chrysaster Kumata, 1961
  - Cremastobombycia Braun, 1908
  - Hyloconis Kumata, 1963
  - Macrosaccus Davis and De Prins, 2011
  - Neolithocolletis Kumata, 1963
  - Phyllonorycter Hübner, 1822
  - =Lithocolletis Hübner, 1825
  - =Eucestis Hübner, 1825
  - =Hirsuta Fletcher, 1929
  - Porphyrosela Braun, 1908
  - Protolithocolletis Braun, 1929
- Subfamily Oecophyllembiinae (disputed)
  - Angelabella Vargas & Parra, 2005
- Нерозподілені в підродини
  - Chileoptilia Vargas & Landry, 2005
  - †Gracillariites Kozlov, 1987
- Нерозміщені види
  - «Ornix» blandella Müller-Rutz, 1920, цей вид був описаний з Швейцарії. Личинки були записані харчуючись вербою. Сучасний таксономічний стан невідомий.
  - «Gracilaria» confectella Walker, 1864
  - «Gracilaria» delicatulella Walker, 1864
  - «Phyllonorycter» fennicella Hering, 1924, цей вид був описаний з Фінляндії. Сучасний таксономічний стан невідомий, але, ймовірно, молодший суб'єктивний синонім Lithocolletis viminetorum або Lithocolletis salictella.
  - «Lithocolletis» graeseriella Sorhagen, 1900, див. Phyllonorycter
  - «Lithocolletis» italica Herrich-Schäffer, 1855, цей вид був описаний з Італії. Сучасний стан таксономічнії невідомо.
  - «Ornix» jyngipennella Heydenreich, 1851, nomen nudum.
  - «Lithocolletis» lativitella Sorhagen, 1900,цей вид був описаний з Німеччини. Личинки були записані харчуючись Sorbus aria і Pyrus scandinavica. Сучасний стан таксономічнії невідомо. Це може бути синонім Tinea lantanella Schrank, 1802.
  - «Lithocolletis» norvegicella Strand, 1919,цей вид був описаний з Норвегії.
  - «Gracillaria» pistaciella Rondani, 1876, цей вид був описаний з Італії. Личинки були записані харчуючись Pistacia terebinthus.
  - «Ornix» quercella Müller-Rutz, 1934, цей вид був описаний з Швейцарії. Личинки, ймовірно, були виведені з шахти на дубі. Сучасний стан таксономічнії невідомо.
  - «Phyllonorycter» sessilifoliella Hering, 1957,цей вид був записаний з південної Франції, де, як говорили, був вихований на видах Quercus . nomen nudum